# Deerfield Beach
Deerfield Beach és una població dels Estats Units a l'estat de Florida. Segons el cens del 2006 tenia 76.478 habitants.

## Demografia
Segons el cens del 2000, Deerfield Beach tenia 64.583 habitants, 31.392 habitatges, i 16.041 famílies. La densitat de població era de 1.856,7 habitants per km².
Dels 31.392 habitatges en un 16,3% hi vivien nens de menys de 18 anys, en un 38,2% hi vivien parelles casades, en un 9,6% dones solteres, i en un 48,9% no eren unitats familiars. En el 40,3% dels habitatges hi vivien persones soles el 22,5% de les quals corresponia a persones de 65 anys o més que vivien soles. El nombre mitjà de persones vivint en cada habitatge era de 2,02 i el nombre mitjà de persones que vivien en cada família era de 2,72.
Per edats la població es repartia de la següent manera: un 15,6% tenia menys de 18 anys, un 6,5% entre 18 i 24, un 28,4% entre 25 i 44, un 20,2% de 45 a 60 i un 29,3% 65 anys o més.
L'edat mediana era de 45 anys. Per cada 100 dones de 18 o més anys hi havia 84,3 homes.
La renda mediana per habitatge era de 34.041 $ i la renda mediana per família de 44.853 $. Els homes tenien una renda mediana de 35.154 $ mentre que les dones 27.451 $. La renda per capita de la població era de 23.296 $. Entorn del 9,2% de les famílies i el 12,5% de la població estaven per davall del llindar de pobresa.

## Poblacions properes
El següent diagrama mostra les poblacions més properes.